# Urządzenie kryptograficzne Baldwina
Urządzenie kryptograficzne Baldwina (ang. cryptographic device) – prosty przyrząd służący do szyfrowania tekstów przy pomocy szyfru polialfabetycznego opracowany w 1877 roku przez amerykańskiego konstruktora Franka S. Baldwina.

## Budowa urządzenia

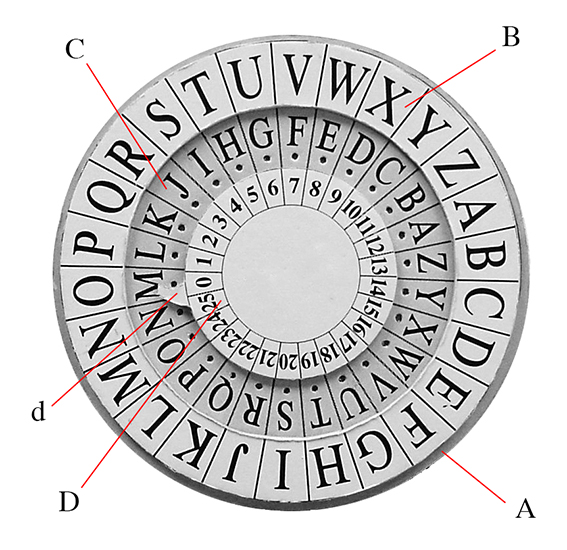
Model urządzenia kryptograficznego Baldwina

Urządzenie składa się z podstawy – A, dwóch pierścieni – B i C oraz tarczy – D. Pierścień B i tarcza D umocowane są na stałe do podstawy, natomiast pierścień C może się obracać między nimi. Na obwodzie pierścieni B i C nadrukowane są litery alfabetu z tą różnicą, że na pierścieniu B – w kierunku zgodnym z ruchem wskazówek zegara, a na pierścieniu C – w kierunku przeciwnym (alfabet na pierścieniu B jest alfabetem tekstu jawnego, a alfabet na pierścieniu C – alfabetem szyfrowym). Pola z literami są oddzielone liniami biegnącymi wzdłuż promienia pierścieni. Ponadto w każdym polu z literą na pierścieniu C wykonano niewielki otwór. Wzdłuż krawędzi tarczy D nadrukowano cyfry od 0 do 25 w kierunku zgodnym z ruchem wskazówek zegara, pola z cyframi również oddzielając liniami. Między polami zawierającymi cyfry 0 i 25 znajduje się niewielki występ-haczyk – d. Do obsługi urządzenia potrzebny też jest jakiś zaostrzony przedmiot (np. rylec), który – umieszczany w otworach w pierścieniu C – posłuży do jego obracania.

## Zasada działania
Klucz stosowany przy szyfrowaniu tekstu urządzeniem Baldwina zaczyna się od dowolnej litery, a dalej składa się z cyfr 0-25 w dowolnej ilości i kolejności.
Proces szyfrowania zaczyna się od zlokalizowania na pierścieniu C litery rozpoczynającej klucz. W otwór znajdujący się pod tą literą należy wetknąć rylec i obracać tarczą w lewo, aż rylec zatrzyma się na występie d. Teraz trzeba na pierścieniu B znaleźć pierwszą literę tekstu jawnego. Odpowiadająca jej litera szyfru znajduje się pod nią na ruchomym pierścieniu C. Szyfrowanie następnych liter odbywa się według tego samego schematu, ale ponieważ dalsza część klucza składa się z cyfr, więc rylec umieszcza się w polu pierścienia C leżącym nad polem z kolejną cyfrą klucza. Jeżeli tekst szyfrowany jest dłuższy od klucza, należy po wykorzystaniu jego ostatniej cyfry zacząć od początku, ale pomijając rozpoczynającą klucz literę. Służy ona tylko do tego, żeby – niezależnie od ustawienia pierścienia C – spowodować jego identyczną początkową pozycję na urządzeniu nadawcy i odbiorcy przed procesem szyfrowania/odczytywania tekstu.
Aby rozszyfrować tekst należy powtarzać te same czynności, co przy szyfrowaniu, z tym że teraz liter szyfru szuka się na ruchomym pierścieniu C, a odpowiadające im litery tekstu jawnego leżą nad nimi, na pierścieniu B.